# Phragmatobia wagneri
Phragmatobia wagneri är en fjärilsart som beskrevs av Rudolf Püngeler 1918. Phragmatobia wagneri ingår i släktet Phragmatobia och familjen björnspinnare. Inga underarter finns listade i Catalogue of Life.